# Brian Lochore
Sir Brian James Lochore, ONZ, KNZM, OBE (* 3. September 1940 in Masterton; † 3. August 2019 ebenda) war ein neuseeländischer Rugby-Union-Spieler und -Trainer. Er spielte auf den Positionen des Lock und der Nummer 8. Von 1963 bis 1971 kam er bei 68 Spielen der Nationalmannschaft (All Blacks) zum Einsatz, davon 25 Länderspiele. In 46 Spielen (davon 18 Länderspiele) war er Mannschaftskapitän. Als Trainer der All Blacks wurde er 1987 Weltmeister.

## Karriere
Lochore wollte ursprünglich Jockey werden, wurde dann aber zu groß und zu schwer dafür, weshalb er anfing, Rugby zu spielen. Er spielte ab 1959 auf nationaler Ebene für den Masterton Rugby Club und für den Provinzverband Wairarapa Bush Rugby Football Union. Sein internationales Debüt hatte er als 23-Jähriger im Oktober 1963 gegen die Auswahl der Universität Oxford. Drei Monate später, im weiteren Verlauf der Europatour, kam er in London gegen England erstmals bei einem Länderspiel zum Einsatz.
Nach fünf weiteren Länderspielen wurde Lochore 1966 von Trainer Fred Allen für die Länderspielserie gegen die British Lions zum Kapitän der All Blacks bestimmt. Diese Aufgabe behielt er bis zu seinem Rücktritt im September 1970 bei. Im Juli 1971 verstärkte er nach einer mehrmonatigen Spielpause noch einmal die wegen zahlreicher verletzungsbedingter Absenzen geschwächte Nationalmannschaft während der Tour der Lions.
Anschließend war Lochore als Trainer für seinen Verein Masterton tätig, ab 1980 für Wairarapa-Bush in der National Provincial Championship. 1981 gewann er den Meistertitel der zweiten Division und schaffte 1982 den Aufstieg in die erste Division. 1983 wurde er zum Assistenztrainer der All Blacks bestimmt, zwei Jahre später zum Nationaltrainer. Er führte Neuseeland 1987 bei der ersten Weltmeisterschaft zum Weltmeistertitel. Lochore war während der Weltmeisterschaft 1995 als Teammanager tätig.
Für seine Verdienste um den Rugbysport wurde Lochore 1999 als Knight Companion des New Zealand Order of Merit zum Ritter geschlagen und in die International Rugby Hall of Fame aufgenommen. Er war Vorsitzender der Landschaftsschutzorganisation Queen Elizabeth II National Trust. Nach ihm benannt ist der Lochore Cup, eine Trophäe in der Amateurliga Heartland Championship.
Lochore starb am 3. August 2019 im Alter von 78 Jahren in seinem Geburtsort an den Folgen einer Erkrankung an Darmkrebs.

## Statistik
- Länderspiele mit den All Blacks: 25 (davon 18 als Kapitän)
- Sonstige Spiele mit den All Blacks: 43 (davon 28 als Kapitän)
- Erstes Länderspiel: 4. Januar 1964
- Letztes Länderspiel: 31. Juli 1971
- Spiele als Nationaltrainer: 18 (14 Siege, 1 Unentschieden, 3 Niederlagen)